# Gátér
Gátér – wieś i gmina w środkowej części Węgier, w pobliżu miasta Kiskunfélegyháza.
Miejscowość leży na obszarze Wielkiej Niziny Węgierskiej, w komitacie Bács-Kiskun, w powiecie Kiskunfélegyháza.
Gmina Gátér liczy 989 mieszkańców (2009) i zajmuje obszar 30,89 km².